# Lucrezia
Lucrezia  è un nome proprio di persona italiano femminile.

## Varianti
- Femminili: Lugrezia[1]
  - Ipocoristici: Zina, Lucri
- Maschili: Lucrezio[1], Lugrezio[1]

### Varianti in altre lingue
- Basco: Lukertze[4]
  - Maschili: Lukertza[4]
- Catalano: Lucrècia[4]
  - Maschili: Lucreci[4]
- Francese: Lucrèce[2][5]
  - Maschile: Lucrèce[6]

- Inglese: Lucretia[5]
- Latino: Lucretia[1][2][3][5][7]
  - Maschili: Lucretius[1][3][5][6][7]
- Polacco: Lukrecja
  - Maschili: Lukrecjusz
- Portoghese: Lucrécia
  - Maschili: Lucrécio

- Romena: Lucreția
  - Maschili: Lucrețiu
- Russo: Лукреция (Lukrecija)
  - Maschili: Лукреций (Lukrecij)
- Spagnolo: Lucrecia[4]
  - Maschili: Lucrecio[4]
- Ungherese: Lukrécia

## Origine e diffusione

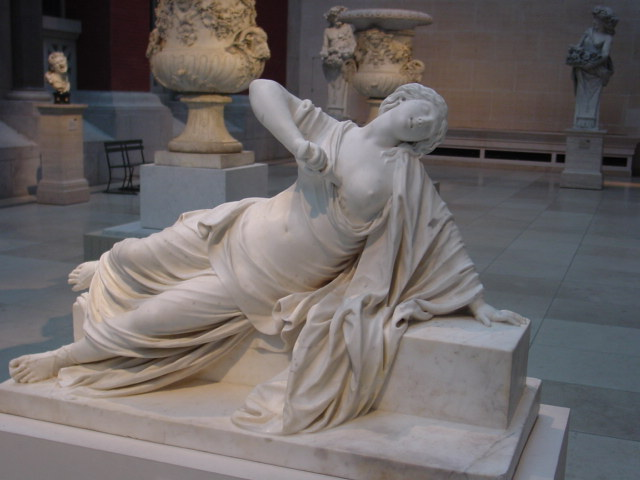
Lucrezia, di Philippe Bertrand

Deriva dal gentilizio Lucretia, forma femminile di Lucretius, portato da una gens romana, di origine incerta. Potrebbe essere derivato dai termini latini lucrum ("guadagno", "profitto") o lucror ("guadagnare"), oppure potrebbe essere un etnonimo indicante una persona originaria dei Monti Lucretili. Secondo altre fonti invece l'origine è indubbiamente etrusca, e tuttavia indecifrabile.
In epoca romana, il nome era utilizzato sia al maschile (un esempio celebre è Tito Lucrezio Caro, un filosofo epicureo), sia al femminile; si ricorda, in quest'ultimo caso, la leggendaria figura di Lucrezia, moglie di Collatino, che venne violentata dal figlio di Tarquinio il Superbo e si uccise per la vergogna, scandalo che causò la cacciata del re stesso. Proprio grazie a questo personaggio il femminile conobbe nuova diffusione in periodo rinascimentale, che venne ulteriormente aiutata nell'Ottocento da alcune opere basate sulla vita di Lucrezia Borgia.

## Onomastico
L'onomastico può essere festeggiato in memoria di più sante e beate, alle date seguenti:
- 13 febbraio, beata Lucrezia Bellini (in religione Eustochio), monaca benedettina[9]
- 15 marzo, santa Lucrezia o Leocrizia, martire sotto i saraceni a Cordova[9][10]
- 23 luglio, beata Lucrecia García Solanas, una dei martiri della guerra civile spagnola, uccisa a Sant Genís dels Agudells (Horta-Guinardó)[11]
- 11 settembre o 24 dicembre, beata Lucrezia Cadamosto, terziaria domenicana a Lodi[3]
- 23 novembre, santa Lucrezia, vergine e martire a Mérida[3][8][9][12]

## Persone

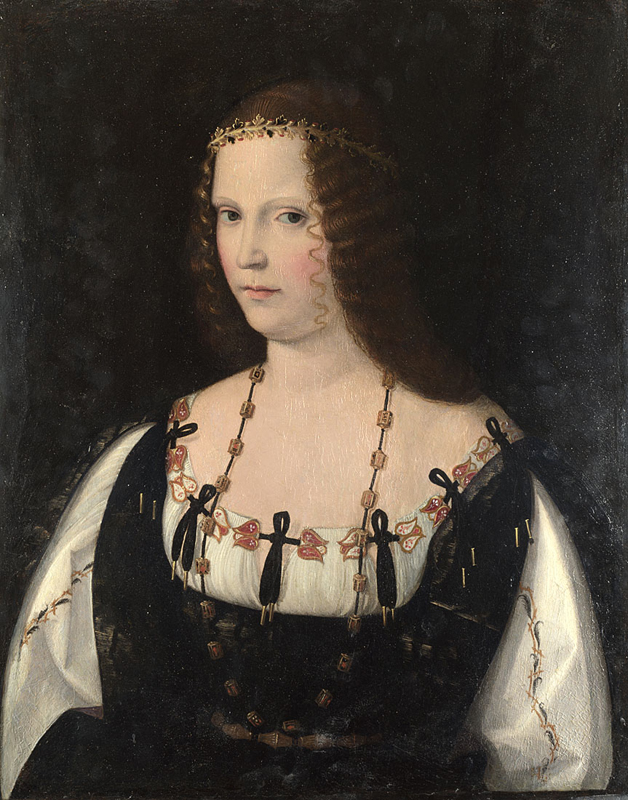
Lucrezia Borgia

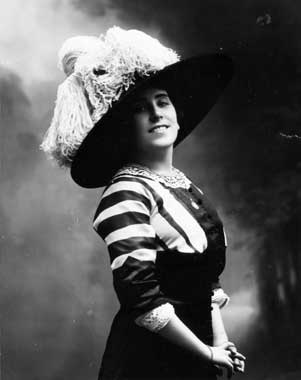
Lucrezia Bori

- Lucrezia, figura mitica della storia di Roma legata alla cacciata dalla città dell'ultimo re Tarquinio il Superbo
- Lucrezia Agujari, soprano italiano
- Lucrezia Barberini, nobildonna e duchessa di Modena, ultima moglie di Francesco I d'Este
- Lucrezia Bendidio, dama di corte di Eleonora d'Este
- Lucrezia Borgia, nobildonna italiana
- Lucrezia Bori, soprano spagnolo
- Lucrezia Buti, moglie di Filippo Lippi e madre di Filippino Lippi
- Lucrezia Crivelli, amante di Ludovico il Moro
- Lucrezia d'Alagno, favorita del re di Napoli Alfonso V d'Aragona
- Lucrezia d'Este, figlia di Ercole II d'Este
- Lucrezia de' Medici, nota come Nannina de' Medici, figlia di Piero il Gottoso
- Lucrezia di Lorenzo de' Medici, figlia Lorenzo de' Medici
- Lucrezia di Cosimo I de' Medici, figlia di Cosimo I de' Medici, duchessa consorte di Ferrara, Modena e Reggio
- Lucrezia Di Siena, attrice italiana del XVI secolo
- Lucrezia Donati, nobildonna italiana
- Lucrezia Dondi dall'Orologio Obizzi, moglie di Pio Enea II Obizzi
- Lucrezia Ferrando, ex giocatrice di curling italiana
- Lucrezia Guidone, attrice italiana
- Lucrezia Gonzaga, nobildonna italiana
- Lucrezia Landriani, amante di Galeazzo Maria Sforza
- Lucrezia Lante della Rovere, attrice italiana
- Lucrezia Lascaris di Ventimiglia, nobildonna italiana
- Lucrezia Lerro, scrittrice e poetessa italiana
- Lucrezia Marinelli, poetessa e scrittrice italiana
- Lucrezia Marricchi, doppiatrice italiana
- Lucrezia Ordelaffi, nobildonna italiana, seconda moglie di Andrea Malatesta
- Lucrezia Piaggio, attrice italiana
- Lucrezia Reichlin, economista italiana
- Lucrezia Ricchiuti, politica italiana
- Lucrezia Sinigaglia, schermitrice italiana, specializzata nella sciabola
- Lucrezia Tornabuoni, poetessa italiana
- Lucrezia Zanetti, cestista italiana

### Varianti femminili

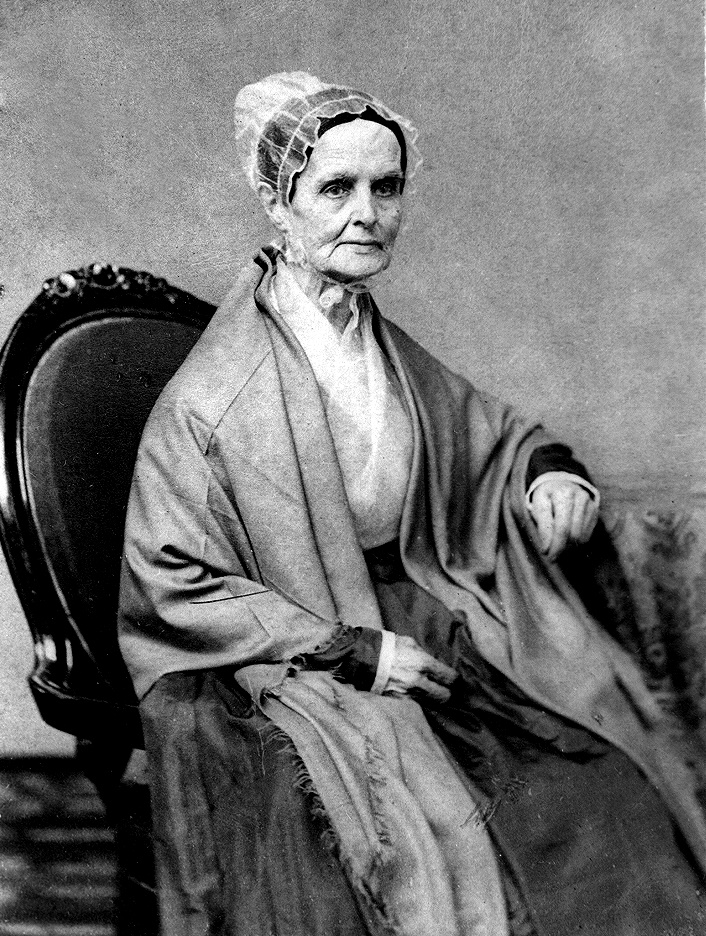
Lucretia Mott

- Lucretia Garfield, first lady statunitense
- Lucrecia Martel, regista e sceneggiatrice argentina
- Lucretia Mott, attivista statunitense
- Lucrecia Pérez, attrice e cantante cubana

### Variante maschile Lucrezio
- Tito Lucrezio Caro, poeta e filosofo romano
- Lucrezio de Seta, batterista, percussionista e produttore discografico italiano
- Lucrezio Gravisi, militare e mercenario italiano

## Il nome nelle arti
- La vicenda di Lucrezia Borgia, una delle figure più note del Rinascimento italiano, è alla base di numerose opere teatrali, cinematografiche e televisive. L'elenco è disponibile qui.
- Lucretia Lombard è un personaggio dell'omonimo film del 1923, diretto da Jack Conway.
- Lucrezia Van Necker è un personaggio della serie televisiva Elisa di Rivombrosa.
- La figura di Lucrezia, moglie di Collatino, ispirò numerose opere pittoriche, tra le quali un dipinto di Paolo Veronese del 1585 circa.
- Madama Lucrezia è il nome dato al colossale busto marmoreo di epoca romana, è una delle sei statue parlanti di Roma, l'unica rappresentante femminile della cosiddetta "Congrega degli Arguti".
- Lucrezia è un personaggio de La mandragola, una commedia di Niccolò Machiavelli.